# Macrodiplax
Macrodiplax is een geslacht van libellen (Odonata) uit de familie van de korenbouten (Libellulidae).

## Soorten
Macrodiplax omvat 2 soorten:
- Macrodiplax balteata (Hagen, 1861)
- Macrodiplax cora (Kaup in Brauer, 1867)